# Taboão da Serra
Taboão da Serra – miasto w południowo-wschodniej Brazylii, w stanie São Paulo. W 2009 miasto liczyło ok. 227 tys. mieszkańców.